# Fulcanelli

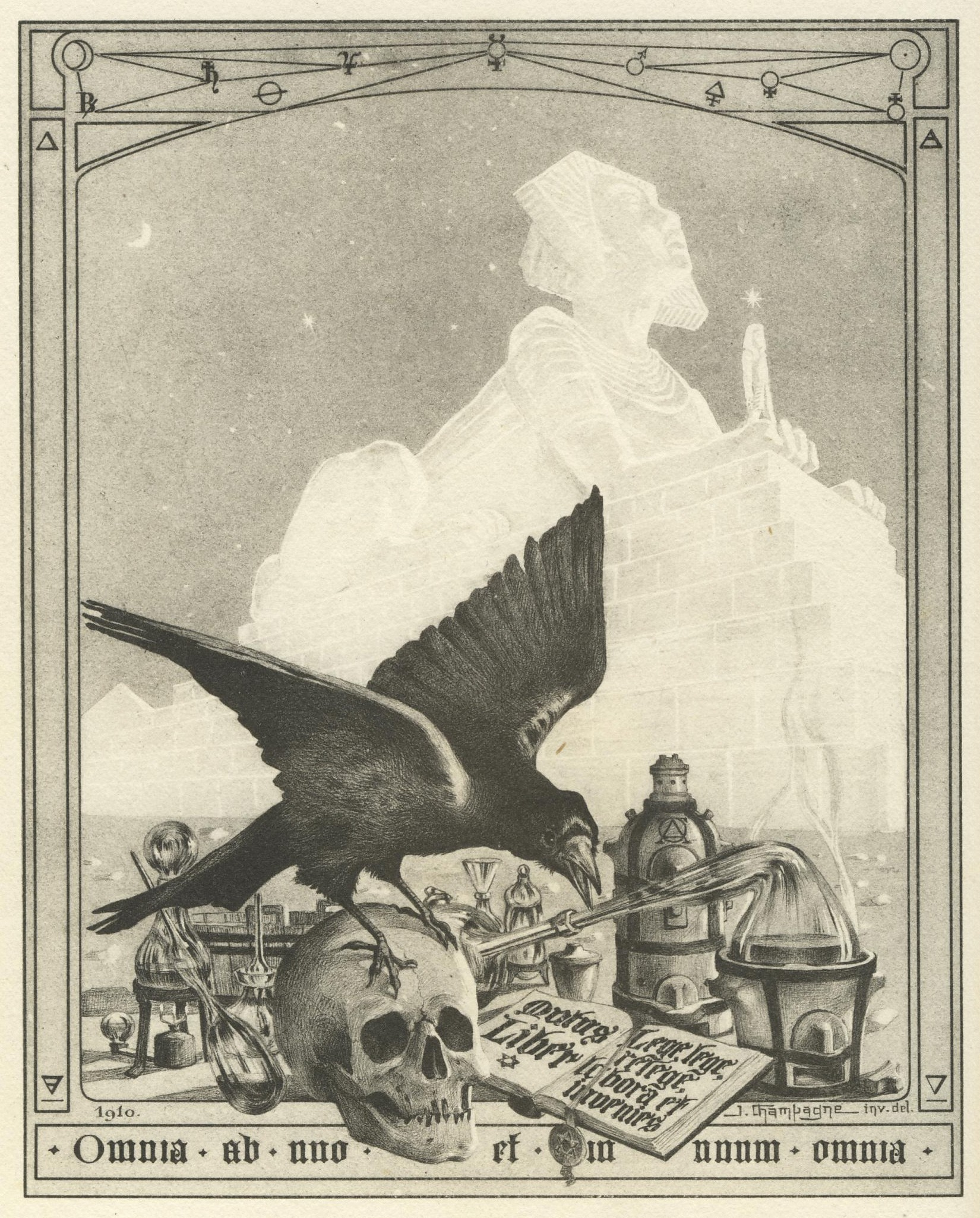
Titelblatt von Le Mystère des cathédrales von Fulcanelli

Fulcanelli (genaue Lebensdaten unbekannt) ist das Pseudonym eines französischen Autors alchemistischer Schriften in den 1920er Jahren.

## Leben
Die Identität Fulcanellis (vgl. den römischen Gott der Schmiede Vulcanus) ist legendenumwoben und nicht zuverlässig geklärt. Die Angaben in seinen Büchern weisen darauf hin, dass er Physikochemiker und Labor-Metallurg war, der sein gesamtes akademisches Wissen aufgeben musste, um in der Gedankenwelt der Alchemie arbeiten zu können. Die meisten Angaben gehen zurück auf Eugène Canseliet (1899–1982), der Fulcanelli 1915 in Marseille als einen Buchbinder mit Namen Ch. Violette kennengelernt, sein einziger wirklicher Schüler gewesen sein und von ihm dessen schriftlichen Nachlass empfangen haben will, ehe Fulcanelli 1926 verschwand. Jean Laplace, Schüler von Canseliet, berichtet in La Tourbe des Philosophes über eine Anwendung des Steins der Weisen durch Fulcanelli. Fulcanelli wurde laut Canseliet 1839 geboren. Sein Todesdatum wird zuweilen nach 1953 angesetzt, weil Canseliet Fulcanelli in diesem Jahr, in dem dieser demnach 114 Jahre alt gewesen wäre, in der Nähe von Sevilla noch einmal getroffen haben will.
Man hat Fulcanelli als eine Fiktion Canseliets entlarven, aber auch mit zahlreichen anderen Personen der Zeit wie Jean Julien Champagne (1877–1932), dem Illustrator seiner Schriften, der sich gelegentlich als Fulcanelli ausgab, oder mit Wissenschaftlern wie dem Physiker Jules Violle (1841–1923) oder dem Astronomen Camille Flammarion (1842–1925) identifizieren wollen. Nach einer neueren Theorie soll es sich bei Fulcanelli um den Bauingenieur, Chemiker und Industriellen Hilaire de Chardonnet gehandelt haben, der ebenfalls 1839 geboren wurde, in seinem beruflichen Werdegang mit Angaben Canseliets übereinstimmt und ungefähr zu jener Zeit verstarb, als Fulcanelli laut Canseliet verschwand. Eine Verbindung zwischen Chardonnet und den Personen um Fulcanelli (Canseliet, Champagne usw.) ist bisher jedoch nicht bekannt.

## Werk
Fulcanellis Ruhm als einer der gelehrtesten und originellsten Autoren auf dem Gebiet (neo-)alchemistischer esoterischer Literatur gründet sich auf zwei Werke, die er vor seinem Verschwinden 1926 Canseliet zur Veröffentlichung übergeben haben soll: Le Mystère des Cathédrales (von 1922?, von Canseliet 1926 herausgegeben, deutsch: Mysterium der Kathedralen, bei Edition Oriflamme, Basel, 2004) und Les demeures philosophales (von Canseliet 1930 in Paris herausgegeben, deutsch: Wohnstätten der Adepten, bei Edition Oriflamme, Basel, 2008). Er interpretiert darin sakrale Bauwerke der Gotik und, in seiner zweiten Schrift, profane Bauwerke der Renaissance mit im weitesten Sinn kabbalistischen Methoden als Manifestationen einer Geheimsprache, von ihm auch als „Sprache der Vögel“ bezeichnet, die auch in ihren Ausprägungen in Architektur und bildender Kunst sprachlich basiert und dann vorwiegend mithilfe von lautlichen Ähnlichkeiten zwischen Wörtern und äquivoken Wortbedeutungen zu erschließen sei.
Fulcanelli soll Canseliet außerdem eine Sammlung von Aufzeichnungen unter dem Titel Finis Gloriae Mundi hinterlassen, sie aber nicht zur Veröffentlichung, sondern zur Vernichtung bestimmt haben. Eine Übersicht von hierzu gehörigen Dokumenten aus dem Nachlass Canseliets wurde 1988 von Jean Laplace anonym in der Revue La tourbe des philosophes veröffentlicht. Ein angeblich authentisches und nunmehr zur Veröffentlichung bestimmtes Werk dieses Titels will in jüngerer Zeit der Adept Jacques d’Arès mit einem Begleitschreiben Fulcanellis per E-Mail empfangen haben und wurde dann von Jean Marc Savary mit einem Vorwort von Jacques d’Arès 1999 in London veröffentlicht.

## Schriften
- Le Mystère des cathédrales et l’interprétation ésotérique des symboles hermétiques du Grand-Oeuvre. Préface de E. Canseliet. F. C. H. Imprimerie P. Daupeley-Gouverneur, Nogent-le-Rotrou; Jean Schemit, Paris, (25. Sept.) 1930; dt.: Mysterium der Kathedralen. (Übersetzt von Martin P. Steiner) Edition Oriflamme, Basel 2004, ISBN 3-9520787-2-7
- Les demeures philosophales et le symbolisme hermétique dans les rapports avec l’art sacré et l’ésotérisme du Grand-oeuvre. Préface de Eugène Canseliet. F.C.H. Imprimerie P. Daupeley-Gouverneur, Nogent-le-Rotrou, Jean Schemit, Paris, (22. Nov.) 1930; dt.: Wohnstätten der Adepten: die hermetische Symbolik in der konkreten Wirklichkeit der Heiligen Kunst des Grossen Werks (Übersetzt von Martin P. Steiner) Edition Oriflamme, Basel 2008, ISBN 3-9520787-7-8
- Aperçu vitriolique (Anonymer Artikel von Jean Laplace zu Finis Gloriae Mundi). In: La Tourbe des Philosophes. Band 31, 1988
- Finis gloriae mundi. Préface de Jacques d’Arès. Liber Mirabilis, London 1999
- Das Mysterium der Kathedralen und die esoterische Deutung der hermetischen Symbole des Grossen Werks, Edition Oriflamme, Basel, 2004,
- Wohnstätten der Adepten – die hermetische Symbolik in der konkreten Wirklichkeit der Heiligen Kunst des Grossen Werks, Edition Oriflamme, Basel, 2008